# Осокина, Людмила Михайловна
Людмила Осокина  (по мужу Влодова) — русская поэтесса, прозаик, автор песен, родилась 6 марта 1960 года в Барнауле Алтайского края. С 1977 года живёт в Москве.

## Биография
Окончила Московский государственный историко-архивный институт (сейчас РГГУ). Работала корреспондентом и обозревателем в журналах «Клуб», «Юность», а также книжным редактором в ИИД «Профиздат».
Стихи пишет с 18 лет. 
Первая публикация стихов произошла в декабре 1982 г. 
Публиковалась в газетах и журналах: «Московский комсомолец», «Вечерняя Москва», «Юность», «Сельская молодежь», «Гудок», «Клуб», «Дети Ра», «День поэзии», «Эолова арфа», «НГ-Ex libris», «Зарубежные задворки», «Кольцо А», «Zinziver», «Поэтоград», «Литературные известия», «Футурум-Арт»; в альманахе «Истоки».
Автор нескольких книг стихов и прозы, среди них такие известные, как стихотворный сборник «Кофейная девушка» и книга воспоминаний о жизни с поэтом Юрием Влодовым «Халупа». За «Халупу» получила диплом премии «Нонконформизм −2016» от Независимой газеты и диплом премии Союза писателей 21 века.
Член Московского союза литераторов, Союза писателей Москвы, Союза писателей XXI века.
Заместитель главного редактора литературного альманаха «Истоки».
Живёт в Москве.

## Семья
Муж — поэт Юрий Влодов (1932—2009).
Дочь — Влодова Юлия Юрьевна (17.08.1983 — 18.05.2008). Отец Юрий Влодов. 
Внучка: Влодова Маргарита Романовна, род. 2005 г., дочь Юлии Влодовой и Романа Бугаева.

## Книги
- Природы затаённое дыханье: Стихи. — М.: Издательский Дом Русанова, 1996. — 20 с.; Тираж 300 экз.
- Чёрная кошка: Стихи. — М.: Библиотечка поэзии Московского союза литераторов, 2007. — 20 стр.
- Стихи, биография, библиография. — М.: Союз писателей Москвы, 2009. — 32 стр.; тираж 100 экз. (Поэтическая библиотечка)
- Кофейная девушка: Стихи и романсы. — М.: Время,  2010. — 80 стр.; 1000 экз. Пред. Рады Полищук.
- Новая божественная комедия: Веселые истории о делах земных, небесных и поднебесных. — М.: Время, 2014. — 176 стр.; 500 экз.
- Халупа: Проект. — М.: Время, 2016. — 192 стр.; 500 экз.
- Моя далёкая деревня: Документально-художественный проект. — М.: Издательство «Вест Консалтинг», 2020. — 197 стр.; 300 экз.
- Фильмы о Юрии Влодове: Документальный проект. — М.: Издательство «Вест Консалтинг», 2021. — 94 стр.
- СверхПознание: Проект. Книга 1. — М.: Издательство «Вест Консалтинг», 2021 г. — 198 стр. с отзывами Евгения Степанова и Бориса Якубовича.
- Осень-осень. Книга малой прозы. - М. - Издательство "Вест консалтинг. 2022 г. - 152.  Предисловие Нины Красновой.
- Причуды Влодова. Воспоминания о поэте Юрии Влодове.. М. - Издательство "Вест консалтинг".  - 60 стр. 2023 г.

## Цитаты
Книга Людмилы Осокиной "Кофейная девушка" - приятное и радостное литературное событие для всех, кто любит настоящую поэзию, каковой и является поэзия Людмилы Осокиной, чистая лирика, без всяких конъюнктурных примесей, искренняя, психологичная, с таинственными глубинами и подтекстами, с утонченными чувствами и переживаниями, с печальными нотами, трогающими и волнующими душу читателя. Образ "кофейной девушки", героини книги Людмилы Осокиной, я думаю, станет нарицательным образом в нашей поэзии...»
— Нина Краснова

Стихи Людмилы Осокиной прозрачны, непритязательны, звучат негромко, сокровенно, без всякой зауми, рисовки, игры и заигрывания с читателем. Им веришь, в них входишь и изнутри слышишь спешащие куда-то капли дождя, видишь «в сумерках густых// нарциссов снежно-белый танец», и как «лица превращаются вдруг в лики». Правда, превращаются. Только не каждому дано это увидеть. А ей дано… 
— Рада Полищук

А я начала читать твою красивую и великолепно изданную книжку - в ней много неожиданных строк, в ней всё дышит нежностью, какой-то потаённой влюблённостью в любую земную малость, в ней есть тончайший рисунок души, как в японских танках…
И на это отзывается сердце…
— Татьяна Кузовлева

## Творчество
Самые известные стихи Людмилы Осокиной — это "Кофейная девушка" и "Чёрная кошка". Поэтессу даже одно время прозвали "кофейной девушкой" после выхода одноименной книги из-за необычности образа, которого ещё не было в русскоязычной литературе. Стихотворение положено на музыку, как самой поэтессой, так и бардом из кабаре Алексея Дидурова Юлией Неволиной. Также очень известное и популярное стихотворение на кофейную тематику "Принесите мне кофе…" Оно широко разошлось в Интернете по различным сайтам и блогам. Оно также положено поэтессой на музыку.

## Интересные факты
- Людмила Осокина (Влодова) обладает уникальным физическим свойством: её тело не тонет в обычной пресной воде. Причём, свойством этим она стала обладать где-то в конце 90-х, раньше за собой она такого не замечала. Ею заинтересовались  российские телеканалы, после чего были сняты некоторые сюжеты с её участием.[источник не указан 1069 дней]

- В 2005 году телеканал Ren-tv в передаче «Невероятные истории» с ведущим Иваном Дыховичным снял о Людмиле сюжет: «Непотопляемая», который прошёл в эфире канала много раз.

- Газета «Труд» 14 июня 2007 года также написала о необычном свойстве Людмилы Осокиной[2].

- В 2007 году телеканал ТНТ в передаче «Необъяснимо, но факт» с ведущим Сергеем Дружко снял о Людмиле ещё один сюжет из цикла «Люди Х 2». Он тоже многократно прошёл в эфире телеканала.[источник не указан 1069 дней]

## Публикации
Стихи
1. О чём думает дождь. Стихи. Журнал «Дети Ра». № 2. 2008 г. Архивная копия от 3 августа 2016 на Wayback Machine Архивная копия от 3 августа 2016 на Wayback Machine
2. «Цветы и бабочки». Стихи. Журнал «Дети Ра». № 4, 2012. Архивная копия от 18 марта 2022 на Wayback Machine
3. Сон о нарциссах. Стихи. Журнал «Дети Ра». № 12, 2012 г. Архивная копия от 15 мая 2021 на Wayback Machine
4. «В городе». Стихи. Журнал «Дети Ра». № 12, 2014 г. . Архивная копия от 21 января 2018 на Wayback Machine
5. «Кофейная девушка». Стихи. Газета «Поэтоград» № 12., 2015 г. Архивная копия от 4 января 2018 на Wayback Machine
6. "Странница". Стихи. газета "Поэтоград", № 48, 2016 г Архивная копия от 4 января 2018 на Wayback Machine
7. "Тайнопись звезд". Стихи. Журнал "Зинзивер", № 10, 2012 г.. Архивная копия от 5 августа 2016 на Wayback Machine
8. "Тропинка на облако", "Поэтоград № 12, 2016 г. Архивная копия от 18 марта 2022 на Wayback Machine
9. "Природы затаенное дыханье...". стихи. Журнал "Дети Ра", №7, 2013 Архивная копия от 2 августа 2016 на Wayback Machine
10. "Кофейная девушка". Стихи. НГ Ex Libris, март, 2010  г Архивная копия от 18 марта 2022 на Wayback Machine
11. "Кофе & Кошки". Стихи. Журнал Футурум Арт, №2.2012 г. Архивная копия от 18 марта 2022 на Wayback Machine

Проза
1. «Утки». Сюжеты о природе. Журнал «Дети Ра». № 7, 2014 г. Архивная копия от 2 августа 2016 на Wayback Machine
2. Осенние этюды. Прозаические сюжеты о природе. Газета «Поэтоград» № 12. 2020.
3. «Непредвзятый взгляд». Короткие рассказы. Газета «Поэтоград». № 1.,2021 г Архивная копия от 18 марта 2022 на Wayback Machine. Архивная копия от 18 марта 2022 на Wayback Machine
4. " Зарплатный день".  Рассказ. "Литературные известия" №4, 2019 г.
5. " Баня с чесноком". Юмористический рассказ. газета "Поэтоград" № 12, 2015 г. Архивная копия от 19 апреля 2015 на Wayback Machine
6. " Зимние сюжеты". Зарисовки о природе. Журнал "Кольцо А", 2015 г Архивная копия от 21 апреля 2015 на Wayback Machine
7. "Как сохранить и приумножить Читателя". Юмористический рассказ. газета "Поэтоград" № 3, 2014 г. Архивная копия от 5 января 2018 на Wayback Machine
Статьи, рецензии, заметки
1. "Застигнутые врасплох изнутри". Заметка о вечере, посвященном памяти рано ушедших поэтов и композиторов.  "НГ Ex Libris", март, 2022 Архивная копия от 18 марта 2022 на Wayback Machine
2. "Поэзия и судьба Юрия Влодова". Статья о жизни и творчестве поэта Юрия Влодова. Журнал "Зинзивер", № 10, 2012 г. Архивная копия от 18 марта 2022 на Wayback Machine
3. " Юрий Влодов. "Люди и боги". Рецензия на книгу "Люди и боги" поэта Юрия Влодова. (Издательство "время", 2012 г.) Журнал "Дети Ра", № 10, 2012. Архивная копия от 15 мая 2021 на Wayback Machine
4. "К образам не липнем, славу не поем..."Заметка о презентации книги поэта Максима Жукова "У коровы есть гнездо" в НГ Ex Libris" Архивная копия от 18 марта 2022 на Wayback Machine
5. "Когда любовь войдет в привычку..." Заметка о юбилейном вечере поэта Александра Вулых 5 февраля 2021 г. в НГ Ex Libris" Архивная копия от 18 марта 2022 на Wayback Machine
6. "Старейший литературный..." Заметка о вечере альманаха "Истоки" в ЦДЛ. НГ Ex libris.от 21.10.2020. Архивная копия от 18 марта 2022 на Wayback Machine
7. "Это Пастернак со мной знаком..." Рецензия на книгу Сергея Телюка о Юрии Влодове "Однажды в XX веке". НГ Ex Libris, 06.11.2016 г.
8. " Ни отдохнуть, ни умереть..." Рецензия на книгу Юрия Влодова "Летопись". Архивная копия от 24 июля 2015 на Wayback Machine НГ Ex Libris, 09.07.2015.
9. "Критик о критиках". Заметка о презентации книги Сергея Чупринина Архивная копия от 12 апреля 2018 на Wayback Machine "Критик о критиках" в музее Серебряного века. НГ Ex Libris, 19.02.2015.
10. "Он прекрасно это начал..." Заметка о вечере памяти Николая Данелии в НГ Экслибрис 23 марта 2022.

Творческие вечера, презентации книг
1. Творческий вечер в ЦДЛ 29 мая 2009 г.
2. Презентация книги "Кофейная девушка" в Булгаковском Доме 1 декабря 2010 г.
3. Презентация книги "Халупа" в клубе "Дача на Покровке" под эгидой проекта "Культурная инициатива" 6 июля 2016 г.
4. Юбилейный творческий вечер и презентация книги "Моя далекая деревня" в клубе "Китайский летчик Джао Да" под эгидой проекта "Культурная инициатива" 6 октября 2020 г. Видео с вечера можно найти в Интернете.
5. Творческий вечер в клубе "Стихотворный бегемот" (проект "Вселенная") в Малаховской городской библиотеке.13 февраля 2021 г. Видео с вечера можно найти в Интернете.
6. Презентация книг "СверхПознание" и "Фильмы о Юрии Влодове" в клубе "Китайский летчик Дажо Да" под эгидой проекта "Культурная инициатива" 9 ноября 2021 г. Видео с вечера можно найти в Интернете.
7. Презентация книги малой прозы "Осень-осень" в клубе китайский летчик Джао да" 24 октября 2022 г. под эгидой проекта "Культурная инициатива".Видео вечера можно найти в Интернете.
8. Презентация книги "Причуды Влодова" в кафе "Гоген", москва. ноябрь 2023.